# (110074) Lamchunhei
(110074) Lamchunhei est un astéroïde de la ceinture principale.

## Description
(110074) Lamchunhei est un astéroïde de la ceinture principale. Il fut découvert le 20 septembre 2001 à l'observatoire Desert Eagle par William Kwong Yu Yeung. Il présente une orbite caractérisée par un demi-grand axe de 2,58 UA, une excentricité de 0,18 et une inclinaison de 2,5° par rapport à l'écliptique.

## Compléments